# NHKニュースおはようやまがた
『NHKニュースおはよう山形』（エヌエイチケイニュースおはようやまがた）は、2000年4月3日からNHK山形放送局がNHK総合テレビで放送している山形県向けの『NHKニュースおはよう日本』の報道番組・地域情報番組である。2014年3月28日までは、平仮名表記の『おはようやまがた』をタイトルに用いていた。

## 放送時間
いずれも日本標準時。
- 月曜 - 金曜 7:30 - 7:45 （番組開始 - 2008年3月28日） - 『NHKニュースおはよう日本』の間の時間帯に放送。
- 月曜 - 金曜 7:45 - 8:00 （2008年3月31日 - ） - これ以後は『NHKニュースおはよう日本』の直後の時間帯に放送。2008年8月と2009年8月には、放送時間を一時的に変更していたことがある。

## 出演者
NHK山形のアナウンサーと契約キャスターが持ち回りで担当する。ただし、仙台局や他の地域放送局から出向して担当することもしばしばある。

## タイムテーブル
- 7:45 - 7:50:30 オープニング後、山形県内のローカルニュースを伝える。大相撲の興行期間中には、山形県出身力士の取り組み結果も伝える。次に山形県内の気象情報・その1を伝える。
- 7:50:30 - 7:54:50 東北ブロック向けの内容を放送。東北地方の話題を取り上げ、現地からの中継を行う。
- 7:54:50 - 7:58 NHK仙台による東北地方の気象情報を流す。
- 7:58 - 8:00 山形県内の気象情報・その2を伝える。

## その他
- 2018年度から、8月の旧盆期間[2]と年末年始は、番組休止となり、仙台から、「NHKニュースおはよう東北」として全編東北ブロック放送となる[3]。